# 91275 Billsmith
91275 Billsmith è un asteroide della fascia principale. Scoperto nel 1999, presenta un'orbita caratterizzata da un semiasse maggiore pari a 2,3858902 UA e da un'eccentricità di 0,1458636, inclinata di 2,92386° rispetto all'eclittica.